# Fondó dels Frares
Hondón de los Frailes (valencianisch: (El) Fondó dels Frares) ist eine spanische Gemeinde (municipio) in der Provinz Alicante mit einer Bevölkerung von 1.310 Einwohnern (Stand: 2024).

## Lage
Fondó dels Frares/Hondón de los Frailes liegt etwa 45 Kilometer westsüdwestlich von Alicante und etwa 40 Kilometer nordnordöstlich von Murcia in einer Höhe von ca. 415 m.

## Geschichte

### Bevölkerungsentwicklung
| Jahr      | 1970 | 1981 | 1991 | 2001 | 2011 | 2021 |
| Einwohner | 556  | 528  | 548  | 586  | 1217 | 1299 |

## Sehenswürdigkeiten
- Antoniuskapelle (Ermita de San Antonio)
- Rathaus